# San Jerónimo la Cañada
San Jerónimo la Cañada är en ort i Mexiko, tillhörande kommunen Ixtlahuaca i den västra delen av delstaten Mexiko. Orten hade 312 invånare vid folkräkningen 2010.